# PictBridge

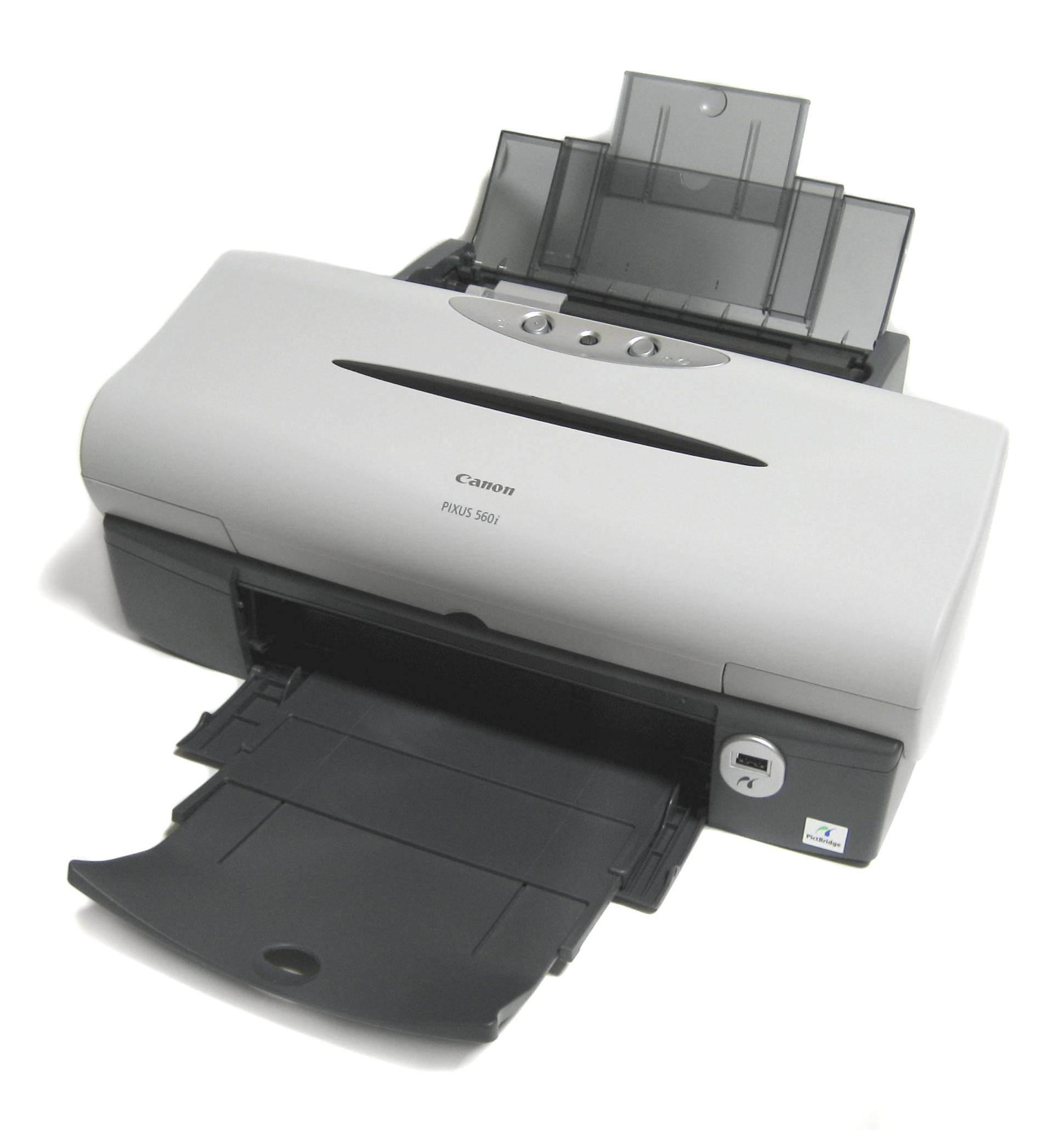
PictBridgeに対応するインクジェットプリンタ
（キヤノン PIXUS 560i）

PictBridge（ピクトブリッジ）は、デジタルカメラなどのイメージングデバイスとプリンターを直接接続して印刷を行うための規格である。2002年12月にキヤノン、オリンパス、セイコーエプソン、ソニー、ヒューレット・パッカード、富士フイルムが共同提案した規格案をもとに、2003年2月、カメラ映像機器工業会 (CIPA) が業界の標準規格とした。

## 概要
デジタルカメラは、撮影した静止画情報をデジタルデータとして保持し出力するカメラである。デジタルカメラで撮影された画像は、デジタルカメラに搭載されているディスプレイや、パーソナルコンピュータなどで閲覧されるのが一般的である。しかし、撮影した画像を印刷し、銀塩写真と同じように用いるという需要も多い。デジタルカメラで撮影した画像を印刷するためには、多くの場合、まずパソコンにデータを転送する必要があったことが、ユーザーの利便性を損なっていた。デジタルカメラとプリンタを直接接続できる機種もあったが、メーカー各社で独自の方式が採用されており、直接接続が可能な機種は限定されていたという問題があった。このような状況を解決するために提案された規格がPictBridgeである。
PictBridgeでは、撮影装置と印刷装置との間の通信仕様が規格によって標準化されており、PictBridgeに対応している撮影装置と印刷装置であれば、異なるメーカー製であっても直接接続して印刷ができる。一般的なデジタルカメラの他の撮影装置では、デジタルビデオカメラやカメラ付携帯電話、オシロスコープなどでも対応した機種が販売されており、デスクトッププリンターの他の印刷装置ではモバイル向けプリンターが対応している。

## 仕様概略
PictBridgeの採用製品は、撮影装置とプリンター間の接続にUSBケーブルを用いるものが多い。USBを使う場合には、PictBridgeソフトウェア側でUSBのPTPトランスポートレイヤー上に新たにDPSレイヤーを設け、プリントとストレージに関して、それぞれクライアントとサーバーの動作を行えるようになっている。また、接続にはUSB以外にも赤外線通信を使うことも許される。
画像の転送にはPTP (Picture Transfer Protcol) を用いている。PTPもデータ転送にUSBでなければならないわけではないが、USB上で転送するための規格と実装が存在しており、その結果PictBridgeもUSBで転送ということになる。なお、イーサネット上で画像を転送するプロトコルであるPTP/IPはPTPの上位互換であるため、PTP/IPを使用したPictBridge通信も可能と思われるが、実装した機器は存在しない。
機器接続後、デジタルカメラ側に印刷設定などの画面が表示され、デジタルカメラ側の操作で印刷する。機種によっては、割付印刷や画像一覧の印刷など、様々な設定が可能となっている。これらの印刷設定は、デジタルカメラとプリンタの両方が対応している機能のみ使用することができる。
- DC-001-2003 Revision 1.0
- DC-001-2003 Revision 2.0